# Olga Jerowasili
Olga Jerowasili (ur. 16 stycznia 1961 w Arcie) – grecka radiolożka i polityczka. Członkini Parlamentu Grecji i jego wiceprzewodnicząca, wcześniej rzecznika prasowa drugiego rządu Aleksisa Tsiprasa.

## Życiorys

### Edukacja i kariera zawodowa
Studiowała w Szkole Nauk o Zdrowiu Uniwersytetu Narodowego im. Kapodistriasa w Atenach, gdzie uzyskała dyplom z radiologii. W latach 1997–2003 pełniła funkcję sekretarza lokalnego towarzystwa medycznego w swoim rodzinnym mieście. W latach 2003–2005 pełniła tę funkcję w lokalnej izbie lekarskiej. W latach 1994–2012 prowadziła samodzielną praktykę lekarską.

### Działalność polityczna
W wyborach samorządowych w Grecji w 1998 roku uzyskała mandat członkini rady miasta w Arcie. W 2006 i 2010 roku była kandydatką na burmistrzynię miasta.
Kandydowała jako bezpartyjna w wyborach parlamentarnych w 2000 roku ze wsparciem partii Syriza w okręgu wyborczym Arta, jednak nie uzyskała mandatu. Bez powodzenia kandydowała również w wyborach do Parlamentu Europejskiego w Grecji w 2004 roku. W tym samym roku ponownie bezskutecznie kandydowała w wyborach parlamentarnych.
W wyborach samorządowych w 2014 roku kandydowała na gubernatorkę regionu Epir. Przegrała wybory, które w pierwszej turze z poparciem 50,8% wygrał Aleksandros Kachrimanis. Uzyskała najwyższy wynik wyborczy ze wszystkich kandydatów na gubernatorów regionalnych wspieranych przez Syrizę.
W wyborach parlamentarnych w maju 2012 roku uzyskała mandat do Parlamentu Grecji okręgu wyborczym Arta. Uzyskała reelekcję w czerwcowych wyborach tego samego roku. Zostawała członkinią parlamentu ponownie w styczniu 2015 roku oraz we wrześniu 2015 roku. W lipcu 2015 roku premier Aleksis Tsipras mianował ją rzeczniczką prasową swojego drugiego rządu oraz jego wiceministrą.
5 listopada 2016 roku została mianowana ministrą ds. reformy administracyjnej. Stanowisko to pełniła do 29 sierpnia 2018. Tego samego dnia została powołana na stanowisko ministry ds. ochrony obywateli, którą była do 9 lipca 2019.
W wybory parlamentarnych w 2019 roku ponownie została deputowaną z okręgu wyborczego Arta, uzyskując 8882 głosy, najwięcej w całym okręgu. Uzyskała reelekcję w majowych i czerwcowych wyborach w 2023 roku. Po czerwcowych wyborach, 4 lipca 2023, została jedną z wiceprzewodniczących parlamentu nowej kadencji.
W lutym 2024 roku ogłosiła swoją kandydaturę na przewodniczącą Syrizy.

### Życie prywatne
Pozostaje w związku małżeńskim, ma trójkę dzieci. Mówi płynnie w języku angielskim.